# Historia del Festival de la Canción de Eurovisión
Basado en el Festival de San Remo, el primer Festival de la Canción de Eurovisión fue idea de Marcel, expresidente de la Unión Europea de Radiodifusión. El fin último de la organización era unir a los pueblos en la música y dar a conocer al mundo la música europea. El concurso también tenía la intención de probar los límites de la tecnología para la transmisión en vivo. 
El primer festival tuvo lugar el 24 de mayo de 1956, cuando participaron siete naciones en total. A medida que el Festival progresaba, las reglas se fueron volviendo más complejas y los niveles de participación aumentaron hasta más de cuarenta naciones europeas y comenzó a expandirse fuera de la zona europea. Mientras más países se sumaban y la tecnología avanzaba, la UER intentaba mantenerse actualizada con las tendencias nacionales e internacionales.
El final de la Guerra Fría a principios de los noventa y la absorción de la red de Intervision por parte de la UER en 1993, unida a la desintegración de Yugoslavia en 1992, llevó a un repentino aumento en el número de participantes, con muchos países del antiguo Bloque del Este, hasta entonces pertenecientes a Intervision, haciendo fila para competir por primera vez. Este proceso continuó hasta el Festival de la Canción de Eurovisión 2005, en el que Bulgaria y Moldavia hicieron su debut.
Los últimos países miembros de la UER en debutar fueron Azerbaiyán y San Marino, en el Festival de 2008. Otros países miembros de la  UER que también pueden participar pero nunca lo han hecho son Argelia, Egipto, Jordania, Líbano (en 2005 oficialmente presentaron su candidatura pero se retiraron antes del Festival), Libia y Túnez. Los únicos países europeos que aún no han participado son Ciudad del Vaticano, Liechtenstein y Kosovo (como estado independiente), si bien estos dos últimos países es miembro de la UER.
La aptitud para participar no está determinada por la inclusión geográfica dentro del continente europeo (a pesar del prefijo "Euro" en "Eurovisión"), que no tiene que ver con la Unión Europea. En 1980, Marruecos —un país norteafricano— participó en la Competición; Israel, nación perteneciente a Asia, lo lleva haciendo desde 1973; al igual que Chipre desde 1981; Azerbaiyán desde 2008; Georgia desde 2007 y Armenia desde 2006. En 2015, por primera vez en la historia, participó un país perteneciente a Oceanía, Australia, siendo este el primer de la UER en hacerlo. 
En 2020, por primera vez desde su creación, el festival se canceló debido a la pandemia del COVID-19.

## Eurovisión a través de los años
| Año  | Anfitrión          | Anfitrión            | Canción ganadora                            | Canción ganadora                            | Canción ganadora                                                                          | Canción ganadora                                                                          | Canción ganadora                            | Canción ganadora                            |
| Año  | Ciudad             | País                 | Título                                      | Idioma                                      | Letrista                                                                                  | Compositor                                                                                | Artista                                     | País                                        |
| ---- | ------------------ | -------------------- | ------------------------------------------- | ------------------------------------------- | ----------------------------------------------------------------------------------------- | ----------------------------------------------------------------------------------------- | ------------------------------------------- | ------------------------------------------- |
| 1956 | Lugano             | Suiza                | «Refrain»                                   | Francés                                     | Émile Gardaz                                                                              | Geo Voumard                                                                               | Lys Assia                                   | Suiza                                       |
| 1957 | Fráncfort del Meno | Alemania             | «Net als toen»                              | Neerlandés                                  | Willie Van Hemert                                                                         | Willie Van Hemert                                                                         | Corry Brokken                               | Países Bajos                                |
| 1958 | Hilversum          | Países Bajos         | «Dors, mon amour»                           | Francés                                     | Hubert Giraud                                                                             | Pierre Delanoë                                                                            | André Claveau                               | Francia                                     |
| 1959 | Cannes             | Francia              | «Een beetje»                                | Neerlandés                                  | Willy Van Hemert                                                                          | Willy Van Hemert                                                                          | Teddy Scholten                              | Países Bajos                                |
| 1960 | Londres            | Reino Unido          | «Tom Pillibi»                               | Francés                                     | Pierre Cour                                                                               | Andre Popp                                                                                | Jacqueline Boyer                            | Francia                                     |
| 1961 | Cannes             | Francia              | «Nous les amoureux»                         | Francés                                     | Maurice Vidalin                                                                           | Jacques Datin                                                                             | Jean-Claude Pascal                          | Luxemburgo                                  |
| 1962 | Luxemburgo         | Luxemburgo           | «Un premier amour»                          | Francés                                     | Roland Valade                                                                             | Claude Henri Vice                                                                         | Isabelle Aubret                             | Francia                                     |
| 1963 | Londres            | Reino Unido          | «Dansevise»                                 | Danés                                       | Sejr Volmer Sørensen                                                                      | Otto Francker                                                                             | Grethe & Jørgen Ingmann                     | Dinamarca                                   |
| 1964 | Copenhague         | Dinamarca            | «Non ho l'età»                              | Italiano                                    | Mario Panzeri                                                                             | Nicola Salerno                                                                            | Gigliola Cinquetti                          | Italia                                      |
| 1965 | Nápoles            | Italia               | «Poupée de cire, poupée de son»             | Francés                                     | Serge Gainsbourg                                                                          | Serge Gainsbourg                                                                          | France Gall                                 | Luxemburgo                                  |
| 1966 | Luxemburgo         | Luxemburgo           | «Merci Chérie»                              | Alemán                                      | Udo Jürgens, Thomas Horbiger                                                              | Udo Jürgens                                                                               | Udo Jürgens                                 | Austria                                     |
| 1967 | Viena              | Austria              | «Puppet on a String»                        | Inglés                                      | Bill Martin, Phil Coulter                                                                 | Bill Martin, Phil Coulter                                                                 | Sandie Shaw                                 | Reino Unido                                 |
| 1968 | Londres            | Reino Unido          | «La la la»                                  | Español                                     | Ramón Arcusa, Manuel de la Calva                                                          | Ramón Arcusa, Manuel de la Calva                                                          | Massiel                                     | España                                      |
| 1969 | Madrid             | España               | «Un jour, un enfant»                        | Francés                                     | Eddy Marnay                                                                               | Émile Stern                                                                               | Frida Boccara                               | Francia                                     |
| 1969 | Madrid             | España               | «De troubadour»                             | Neerlandés                                  | Lenny Kuhr                                                                                | David Hartsema                                                                            | Lenny Kuhr                                  | Países Bajos                                |
| 1969 | Madrid             | España               | «Boom Bang-a-Bang»                          | Inglés                                      | Peter Warne                                                                               | Alan Moorhouse                                                                            | Lulu                                        | Reino Unido                                 |
| 1969 | Madrid             | España               | «Vivo cantando»                             | Español                                     | A. Alcalde                                                                                | María José De Cerato                                                                      | Salomé                                      | España                                      |
| 1970 | Ámsterdam          | Países Bajos         | «All Kinds of Everything»                   | Inglés                                      | Derry Lindsay, Jackie Smith                                                               | Derry Lindsay, Jackie Smith                                                               | Dana                                        | Irlanda                                     |
| 1971 | Dublín             | Irlanda              | «Un banc, un arbre, une rue»                | Francés                                     | Yves Dessca                                                                               | Jean-Pierre Bourtayre                                                                     | Sévèrine                                    | Mónaco                                      |
| 1972 | Edimburgo          | Reino Unido          | «Après toi»                                 | Francés                                     | Yves Dessca, Klaus Munro                                                                  | Mario Panas, Klaus Munro                                                                  | Vicky Leandros                              | Luxemburgo                                  |
| 1973 | Luxemburgo         | Luxemburgo           | «Tu te reconnaîtras»                        | Francés                                     | Vline Buggy                                                                               | Claude Morgan                                                                             | Anne-Marie David                            | Luxemburgo                                  |
| 1974 | Brighton           | Reino Unido          | «Waterloo»                                  | Inglés                                      | Stikkan Anderson                                                                          | Benny Andersson, Björn Ulvaeus                                                            | ABBA                                        | Suecia                                      |
| 1975 | Estocolmo          | Suecia               | «Ding-a-dong»                               | Inglés                                      | Wil Luikinga, Eddy Owens                                                                  | Dick Bakker                                                                               | Teach-In                                    | Países Bajos                                |
| 1976 | La Haya            | Países Bajos         | «Save Your Kisses for Me»                   | Inglés                                      | Tony Hiller, Lee Sheriden, Martin Lee                                                     | Tony Hiller, Lee Sheriden, Martin Lee                                                     | Brotherhood of Man                          | Reino Unido                                 |
| 1977 | Londres            | Reino Unido          | «L'oiseau et l'enfant»                      | Francés                                     | Joe Gracy                                                                                 | Jean-Paul Cara                                                                            | Marie Myriam                                | Francia                                     |
| 1978 | París              | Francia              | «A-ba-ni-bi»                                | Hebreo                                      | Ehud Manor                                                                                | Nurit Hirsh                                                                               | Izhar Cohen & Alphabeta                     | Israel                                      |
| 1979 | Jerusalén          | Israel               | «Hallelujah»                                | Hebreo                                      | Shimrit Orr                                                                               | Kobi Oshrat                                                                               | Gali Atari                                  | Israel                                      |
| 1980 | La Haya            | Países Bajos         | «What's Another Year?»                      | Inglés                                      | Shay Healy                                                                                | Shay Healy                                                                                | Johnny Logan                                | Irlanda                                     |
| 1981 | Dublín             | Irlanda              | «Making Your Mind Up»                       | Inglés                                      | Andy Hill, John Danter                                                                    | Andy Hill, John Danter                                                                    | Bucks Fizz                                  | Reino Unido                                 |
| 1982 | Harrogate          | Reino Unido          | «Ein bißchen Frieden»                       | Alemán                                      | Bernd Meinunger                                                                           | Ralph Siegel                                                                              | Nicole                                      | Alemania                                    |
| 1983 | Múnich             | Alemania Occidental  | «Si la vie est cadeau»                      | Francés                                     | Alain García                                                                              | Jean-Pierre Millers                                                                       | Corinne Hermès                              | Luxemburgo                                  |
| 1984 | Luxemburgo         | Luxemburgo           | «Diggi-Loo Diggi-Ley»                       | Sueco                                       | Britt Lindeborg                                                                           | Torgny Söderberg                                                                          | Herreys                                     | Suecia                                      |
| 1985 | Gotemburgo         | Suecia               | «La det swinge»                             | Noruego                                     | Rolf Løvland                                                                              | Rolf Løvland                                                                              | Bobbysocks                                  | Noruega                                     |
| 1986 | Bergen             | Noruega              | «J'aime la vie»                             | Francés                                     | Marino Atria                                                                              | Jean Paul Furnemont, Angelo Crisci                                                        | Sandra Kim                                  | Bélgica                                     |
| 1987 | Bruselas           | Bélgica              | «Hold Me Now»                               | Inglés                                      | Sean Sherrard                                                                             | Sean Sherrard                                                                             | Johnny Logan                                | Irlanda                                     |
| 1988 | Dublín             | Irlanda              | «Ne partez pas sans moi»                    | Francés                                     | Nella Martinetti                                                                          | Atilla Sereftug                                                                           | Céline Dion                                 | Suiza                                       |
| 1989 | Lausana            | Suiza                | «Rock Me»                                   | Serbocroata                                 | Stevo Cvikić                                                                              | Rajko Dujmić                                                                              | Riva                                        | RFS de Yugoslavia                           |
| 1990 | Zagreb             | Yugoslavia (Croacia) | «Insieme: 1992»                             | Italiano                                    | Toto Cutugno                                                                              | Toto Cutugno                                                                              | Toto Cutugno                                | Italia                                      |
| 1991 | Roma               | Italia               | «Fångad av en stormvind»                    | Sueco                                       | Stephen Berg                                                                              | Stephen Berg                                                                              | Carola                                      | Suecia                                      |
| 1992 | Malmö              | Suecia               | «Why Me?»                                   | Inglés                                      | Sean Sherrard                                                                             | Sean Sherrard                                                                             | Linda Martin                                | Irlanda                                     |
| 1993 | Millstreet         | Irlanda              | «In Your Eyes»                              | Inglés                                      | Jimmy Walsh                                                                               | Jimmy Walsh                                                                               | Niamh Kavanagh                              | Irlanda                                     |
| 1994 | Dublín             | Irlanda              | «Rock 'n' Roll Kids»                        | Inglés                                      | Brendam Graham                                                                            | Brendam Graham                                                                            | Paul Harrington & Charlie McGettigan        | Irlanda                                     |
| 1995 | Dublín             | Irlanda              | «Nocturne»                                  | Noruego                                     | Petter Skavlan                                                                            | Rolf Løvland                                                                              | Secret Garden                               | Noruega                                     |
| 1996 | Oslo               | Noruega              | «The Voice»                                 | Inglés                                      | Brendam Graham                                                                            | Brendam Graham                                                                            | Eimear Quinn                                | Irlanda                                     |
| 1997 | Dublín             | Irlanda              | «Love Shine a Light»                        | Inglés                                      | Kimberley Rew                                                                             | Kimberley Rew                                                                             | Katrina & The Waves                         | Reino Unido                                 |
| 1998 | Birmingham         | Reino Unido          | «Diva»                                      | Hebreo                                      | Yoav Ginay                                                                                | Tzvika Pik                                                                                | Dana International                          | Israel                                      |
| 1999 | Jerusalén          | Israel               | «Take Me to Your Heaven»                    | Inglés                                      | Gert Lengstrand                                                                           | Lars 'Dille' Diedricson                                                                   | Charlotte Nilsson                           | Suecia                                      |
| 2000 | Estocolmo          | Suecia               | «Fly on the Wings of Love»                  | Inglés                                      | Jørgen Olsen                                                                              | Jørgen Olsen                                                                              | Olsen Brothers                              | Dinamarca                                   |
| 2001 | Copenhague         | Dinamarca            | «Everybody»                                 | Inglés                                      | Maian Kärmas                                                                              | Ivar Must                                                                                 | Tanel Padar, Dave Benton & 2XL              | Estonia                                     |
| 2002 | Tallin             | Estonia              | «I Wanna»                                   | Inglés                                      | Marija Naumova & Marats Samauskis                                                         | Marija Naumova                                                                            | Marie N                                     | Letonia                                     |
| 2003 | Riga               | Letonia              | «Every Way That I Can»                      | Inglés                                      | Demir Demirkan                                                                            | Demir Demirkan, Sertab Erener                                                             | Sertab Erener                               | Turquía                                     |
| 2004 | Estambul           | Turquía              | «Wild Dances»                               | Inglés/Ucraniano                            | Oleksandr Ksenofontov & Ruslana                                                           | Ruslana                                                                                   | Ruslana                                     | Ucrania                                     |
| 2005 | Kiev               | Ucrania              | «My Number One»                             | Inglés                                      | Christos Dantis                                                                           | Christos Dantis, Natalia Germanou                                                         | Helena Paparizou                            | Grecia                                      |
| 2006 | Atenas             | Grecia               | «Hard Rock Hallelujah»                      | Inglés                                      | Mr. Lordi                                                                                 | Mr. Lordi                                                                                 | Lordi                                       | Finlandia                                   |
| 2007 | Helsinki           | Finlandia            | «Molitva»                                   | Serbio                                      | Saša Milošević Mare                                                                       | Vladimir Graić                                                                            | Marija Šerifović                            | Serbia                                      |
| 2008 | Belgrado           | Serbia               | «Believe»                                   | Inglés                                      | Dima Bilán                                                                                | Jim Beanz                                                                                 | Dima Bilán                                  | Rusia                                       |
| 2009 | Moscú              | Rusia                | «Fairytale»                                 | Inglés                                      | Alexander Rybak                                                                           | Alexander Rybak                                                                           | Alexander Rybak                             | Noruega                                     |
| 2010 | Bærum (Oslo)       | Noruega              | «Satellite»                                 | Inglés                                      | Julie Frost John Gordon                                                                   | Julie Frost John Gordon                                                                   | Lena Meyer-Landrut                          | Alemania                                    |
| 2011 | Düsseldorf         | Alemania             | «Running Scared»                            | Inglés                                      | Stefan Örn Sandra Bjurman                                                                 | Stefan Örn Sandra Bjurman Iain Farguhanson                                                | Ell & Nikki                                 | Azerbaiyán                                  |
| 2012 | Bakú               | Azerbaiyán           | «Euphoria»                                  | Inglés                                      | Thomas G:son Peter Boström                                                                | Thomas G:son Peter Boström                                                                | Loreen                                      | Suecia                                      |
| 2013 | Malmö              | Suecia               | «Only teardrops»                            | Inglés                                      | Lise Cabble Julia Fabrin Jakobsen Thomas Stengaard                                        | Lise Cabble Julia Fabrin Jakobsen Thomas Stengaard                                        | Emmelie de Forest                           | Dinamarca                                   |
| 2014 | Copenhague         | Dinamarca            | «Rise like a Phoenix»                       | Inglés                                      | Charly Mason Joey Patulka Ali Zuckowski Julian Maas                                       | Charly Mason Joey Patulka Ali Zuckowski Julian Maas                                       | Conchita Wurst                              | Austria                                     |
| 2015 | Viena              | Austria              | «Heroes»                                    | Inglés                                      | Anton Malmberg Hård af Segerstad Joy Deb Linnea Deb                                       | Anton Malmberg Hård af Segerstad Joy Deb Linnea Deb                                       | Måns Zelmerlöw                              | Suecia                                      |
| 2016 | Estocolmo          | Suecia               | «1944»                                      | Inglés y tártaro de Crimea                  | Art Antonyan Jamala                                                                       | Jamala                                                                                    | Jamala                                      | Ucrania                                     |
| 2017 | Kiev               | Ucrania              | Amar pelos dois                             | Portugués                                   | Luísa Sobral                                                                              | Luísa Sobral                                                                              | Salvador Sobral                             | Portugal                                    |
| 2018 | Lisboa             | Portugal             | «Toy»                                       | Inglés                                      | Doron Medalie Stav Beger                                                                  | Doron Medalie Stav Beger                                                                  | Netta Barzilai                              | Israel                                      |
| 2019 | Tel Aviv           | Israel               | «Arcade»                                    | Inglés                                      | Duncan Laurence Joel Sjöö                                                                 | Duncan Laurence Joel Sjöö                                                                 | Duncan Laurence                             | Países Bajos                                |
| 2020 |                    |                      | Cancelado debido a la pandemia de COVID-19. | Cancelado debido a la pandemia de COVID-19. | Cancelado debido a la pandemia de COVID-19.                                               | Cancelado debido a la pandemia de COVID-19.                                               | Cancelado debido a la pandemia de COVID-19. | Cancelado debido a la pandemia de COVID-19. |
| 2021 | Rótterdam          | Países Bajos         | «Zitti e buoni»                             | Italiano                                    | Damiano David Ethan Torchio Thomas Raggi Victoria De Angelis                              | Damiano David Ethan Torchio Thomas Raggi Victoria De Angelis                              | Måneskin                                    | Italia                                      |
| 2022 | Turín              | Italia               | «Stefania»                                  | Ucraniano                                   | Ivan Klymenko Oleh Psiuk                                                                  | Ihor Didenchuk Tymofii Muzychuk Vitalii Duzhyk                                            | Kalush Orchestra                            | Ucrania                                     |
| 2023 | Liverpool          | Reino Unido          | «Tattoo»                                    | Inglés                                      | Jimmy Thörnfeldt Jimmy Jansson Lorine Talhaoui Moa Carlebecker Peter Boström Thomas G:son | Jimmy Thörnfeldt Jimmy Jansson Lorine Talhaoui Moa Carlebecker Peter Boström Thomas G:son | Loreen                                      | Suecia                                      |
| 2024 | Malmö              | Suecia               | «The Code (canción)»                        | Inglés                                      | Benjamin Alasu Lasse Midtsian Nymann Linda Dale Nemo Mettler                              | Benjamin Alasu Lasse Midtsian Nymann Linda Dale Nemo Mettler                              | Nemo                                        | Suiza                                       |
| 2025 | Basilea            | Suiza                |                                             |                                             |                                                                                           |                                                                                           |                                             |                                             |

## Las canciones
El periodo más temprano de la historia del Eurovisión estuvo marcado por el estilo de las canciones que participaban y la manera en que la que el espectáculo se presentaba a sí mismo. Estrellas famosas de la música y el cine paticipaban sin ningún prejuicio, con ganadores italianos del Festival de San Remo y nombres británicos tales como Patricia Bredin y Bryan Johnson. Con una orquesta en vivo que era la norma en los primeros años, y canciones simples fácilmente radiables, el Festival creció hasta ser el favorito entre casi todos los grupos de edad a través del continente. Canciones icónicas tales como "Volare" y "Poupée de cire, poupée de son" de Serge Gainsbourg llegaron a las listas de popularidad después de ser presentadas en Eurovisión.
En los principios, era obvio para los participantes que debían cantar en el idioma oficial de su país. Sin embargo, después de que la canción sueca en 1965, "Absent Friend", fuera cantada en inglés, la UER definió reglas estrictas sobre el idioma en que las canciones tenían que ser cantadas. Las letras debían estar escritas en los idiomas nacionales. Los letristas de Europa pronto se dieron cuenta de que el éxito sería más fácil si los jueces podían entender el contenido, resultando en títulos como "Boom-Bang-A-Bang" y "La La La". A las letras solo se les permitían frases ocasionales en otros idiomas, como en la ganadora austríaca de 1966 ("Mercie chérie") o la canción yugoslava de 1969. En 1973, las reglas en torno al idioma se relajaron y el año siguiente ABBA pudo ganar con la canción en inglés waterloo".
La regla de "libertad de idioma" fue revertida en 1977, y la libertad idiomática regresó con aparente estatus de permanencia a partir del festival de 1999. Entretanto, estilos como el "swing de los sesenta" y el punk fueron ignorados por los festivales contemporáneos de Eurovisión, en cambio la década de los ochenta asistió a un aumento en la balada con casi ninguna representación de música electrónica o pop-rock. Sin contar las versiones altamente influenciadas por el pop, el hip hop ha sido casi totalmente dejado de largo.
Un resultado del intento de modernizar las canciones en el Festival fue la eliminación del uso obligatoria de la orquesta en vivo. Esta decisión fue tomada en 1997 y dejó sin valor los requerimientos automáticos de que las canciones fueran recompuestas para ser interpretadas con una orquesta en vivo. Para 1999, el país anfitrión (Israel) decidió no proveer una orquesta en vivo, y no se ha usado en ningún festival desde entonces. Tampoco se han hecho intentos para devolver el concurso a la época de bandas en vivo y violines, de hecho el reglamento dice que todos los instrumentos en escena deben ser decorativos (de atrezzo), la música en vivo no está permitida. Esta regla existe más que nada porque (según la organización) no existiría el suficiente tiempo para conectar todos los instrumentos durante el corto tiempo entre canciones, aunque la tecnología inalámbrica sí lo permite. Por otro lado la grabación de fondo no debe tener voces grabadas, todas las voces deben ser en vivo. Antes de 1997 las grabaciones de fondo no estaban permitidas a menos que todos los instrumentos en la cinta estuvieran presentes en el escenario. Esto explica la extraña situación en 1996 cuando Gina G, la representante del Reino Unido, que llevaba una canción dance con música generada por ordenador, incluía dos monitores de computadora en la puesta en escena.
Excluyendo los primeros festivales, todas y cada una de las canciones participantes debe tener una duración máxima de tres minutos, aunque en los últimos años, algunas de ellas sobrepasan esta duración por varios segundos, y muchas también cuentan con versiones más largas y remixes, para efectos promocionales.
No es fácil confirmar si los festivales del siglo XXI han sido más exitosos en cuanto a mantenerse actualizados con las tendencias actuales. Según muchos, la canción ganadora de 2010 "Satellite es de un estilo similar al de Lily Allen y la canción ganadora de 2004 "Wild Dances" le debe mucho a Shakira, pero la ganadora de 2001 "Everybody" era una canción pop un tanto pasada de moda.

### Competidores
Entre los competidores famosos que han asistido al Eurovisión destacan ABBA, Céline Dion, France Gall, Françoise Hardy, Umberto Tozzi, Nicola Di Bari, Al Bano y Romina Power, Sergio Endrigo, Nana Mouskouri, Karel Gott, Sandie Shaw, Vicky Leandros, Sir Cliff Richard, Lulu, Julio Iglesias,  Raphael, Massiel,  Paloma San Basilio, Katja Ebstein, Gigliola Cinquetti, Mocedades, Olivia Newton-John, The Shadows, Natasha Saint Pier, Baccara, Ofra Haza, Lara Fabian, Domenico Modugno, Carola Häggkvist, Engelbert Humperdinck, Anna Vissi, Alla Pugacheva, Anna Maria Jopek, Kate Ryan, Las Ketchup, Katrina & The Waves, Dana International, Franco Battiato, Dima Bilán, Ruslana, t.A.T.u., Dschinghis Khan, Lordi, Elena Paparizou, Dulce Pontes, Noa, Patricia Kaas, Blue, Marco Mengoni, Anouk, El Sueño de Morfeo, Cascada, Bonnie Tyler, Conchita Wurst, The Common Linnets, Il Volo, Nicky Byrne, Serguéi Lázarev, por mencionar algunos. 
Conocidos cantantes que han competido en las preselecciones nacionales incluyen, entre otros, a Nino Bravo, Rocío Jurado, David Bisbal, Samantha Fox, Nightwish, The Kelly Family, Scooter, Pain of Salvation, Rednex, Keep of Kalessin, Kerli, Agnes o Avantasia.

## Breve historia de cada país
En la siguiente tabla se muestran todos los países que han participado en las finales y el número de veces que han quedado en un determinado lugar. Se muestra un total de puntos que corresponde el haber multiplicado 12 por n.º de veces en primer lugar + 10 por n.º de veces en segundo lugar + 8 por n.º de veces en tercer lugar + 7 por 4º lugar + 6 por 5º lugar + 5 por 6º + 4 por 7º + 3 por 8º + 2 por 9º + 1 por n.º de veces en 10º lugar.
También se recogen el número de veces que un país ha entrado entre los 10 primeros puestos (T), el número de participaciones en finales (P), el año de la primera aparición en una final, número de últimas posiciones (L), número de ceros (0) y número total de puntos recibidos. La tabla está actualizada hasta 2019.
|     | País                 | 1º | 2º | 3º | 4º | 5º | 6º | 7º | 8º | 9º | 10 | 11 | 12 | 13 | 14 | 15 | 16 | 17 | 18 | 19 | 20 | 21 | 22 | 23 | 24 | 25 | 26 | 27 | Total | T  | P  | Debut | L  | 0 | Puntos |
| --- | -------------------- | -- | -- | -- | -- | -- | -- | -- | -- | -- | -- | -- | -- | -- | -- | -- | -- | -- | -- | -- | -- | -- | -- | -- | -- | -- | -- | -- | ----- | -- | -- | ----- | -- | - | ------ |
| 1.  | Reino Unido          | 5  | 16 | 3  | 5  | 1  | 2  | 5  | 1  | 1  | 3  | 2  | 1  | 1  |    | 2  | 2  | 1  |    | 2  |    |    | 2  | 1  | 3  | 3  | 2  |    | 313   | 41 | 62 | 1957  | 4  | 1 | 4081   |
| 2.  | Francia              | 5  | 4  | 7  | 7  | 2  | 2  | 2  | 4  | 1  | 3  | 2  | 2  | 1  | 1  | 3  | 2  | 1  | 2  | 2  |    |    | 3  | 3  | 1  | 1  | 1  |    | 252   | 36 | 62 | 1956  | 1  |   | 3653   |
| 3.  | Suecia               | 7  | 1  | 6  | 2  | 10 | 1  | 4  | 4  | 2  | 5  |    | 2  | 3  | 4  |    | 1  | 1  | 3  | 1  |    | 1  | 1  |    |    |    |    |    | 246   | 41 | 58 | 1958  | 2  | 1 | 5341   |
| 4.  | Irlanda              | 7  | 4  | 1  | 3  | 3  | 3  | 2  | 2  | 2  | 4  | 3  |    |    | 1  | 1  | 1  | 1  | 1  | 1  |    | 1  | 1  | 1  | 1  |    | 1  |    | 208   | 31 | 45 | 1965  | 2  |   | 3428   |
| 5.  | Alemania             | 2  | 4  | 5  | 4  | 2  | 3  | 2  | 8  | 3  | 2  | 1  |    | 3  | 4  | 2  | 1  | 1  | 4  | 1  | 1  | 2  |    | 2  | 1  | 2  | 1  | 1  | 199   | 35 | 63 | 1956  | 7  | 3 | 3425   |
| 6.  | Italia               | 3  | 3  | 5  | 2  | 4  | 6  | 4  | 2  | 3  | 1  | 2  | 3  | 3  |    | 1  |    | 1  |    |    |    | 1  |    |    |    |    |    |    | 191   | 30 | 45 | 1956  | 1  | 1 | 3717   |
| 7.  | Suiza                | 3  | 3  | 3  | 6  | 2  | 3  |    | 5  | 1  | 2  | 1  | 3  | 4  | 1  | 2  | 3  | 2  |    | 1  | 1  |    | 2  |    |    | 2  |    |    | 166   | 27 | 49 | 1956  | 5  | 3 | 2555   |
| 8.  | Dinamarca            | 3  | 1  | 3  | 2  | 5  | 2  | 1  | 3  | 4  | 2  | 2  | 2  | 1  | 2  | 1  | 2  | 2  | 1  | 1  | 1  |    | 1  | 1  | 1  |    |    |    | 147   | 26 | 44 | 1957  | 1  |   | 2846   |
| 9.  | España               | 2  | 4  | 2  | 2  | 1  | 4  | 2  | 1  | 4  | 7  | 2  | 3  | 1  | 3  | 1  | 3  |    | 2  | 2  | 2  | 3  | 2  | 4  |    | 1  | 1  |    | 138   | 28 | 59 | 1961  | 5  | 3 | 2792   |
| 10. | Luxemburgo           | 5  |    | 2  | 5  | 1  | 1  | 1  | 1  | 2  | 2  | 3  | 1  | 5  | 2  |    | 1  |    |    |    | 2  | 2  |    |    |    |    |    |    | 135   | 20 | 37 | 1956  | 3  | 1 | 1423   |
| 11. | Israel               | 4  | 2  | 1  | 2  | 2  | 2  | 3  | 2  | 2  |    | 2  | 2  |    | 2  |    | 2  |    | 1  | 2  |    |    | 1  | 3  | 1  |    |    |    | 134   | 20 | 36 | 1973  |    |   | 3073   |
| 12. | Países Bajos         | 5  | 1  | 1  | 2  | 2  | 2  | 3  | 1  | 6  | 2  | 2  | 3  | 7  | 2  | 3  | 2  |    | 2  |    | 1  |    | 1  | 1  |    |    |    |    | 143   | 25 | 51 | 1956  | 4  | 2 | 3072   |
| 13. | Noruega              | 3  | 1  | 1  | 3  | 3  | 2  | 2  | 4  | 3  | 3  | 2  | 2  | 3  | 5  | 2  | 2  | 4  | 3  |    | 3  | 1  | 1  |    | 2  |    | 1  |    | 132   | 24 | 55 | 1960  | 11 | 4 | 3449   |
| 14. | Bélgica              | 1  | 2  |    | 4  | 2  | 4  | 4  | 3  | 1  | 3  | 1  | 3  | 3  | 1  | 3  | 2  | 3  | 3  | 2  | 2  |    | 1  |    | 1  | 1  |    |    | 122   | 24 | 51 | 1956  | 8  | 2 | 2503   |
| 15. | Austria              | 3  |    | 1  | 1  | 4  | 2  | 2  | 2  | 3  | 5  |    |    | 4  | 3  | 2  | 2  | 3  | 4  | 1  | 1  | 3  | 1  |    |    |    |    | 1  | 98    | 22 | 47 | 1957  | 8  | 4 | 2146   |
| 16. | Mónaco               | 1  | 1  | 3  | 3  | 2  | 1  | 1  | 2  | 1  | 1  | 1  |    | 1  |    |    | 2  | 1  |    |    |    |    |    |    |    |    |    |    | 97    | 16 | 21 | 1959  | 2  | 1 | 738    |
| 17. | Rusia                | 1  | 4  | 4  |    | 1  |    | 1  |    | 1  | 1  | 3  | 1  |    |    | 2  | 1  | 1  |    |    |    |    |    |    |    |    |    |    | 98    | 13 | 21 | 1994  |    |   | 3326   |
| 18. | Grecia               | 1  |    | 3  |    | 2  | 1  | 3  | 4  | 3  | 1  | 1  | 2  | 3  | 3  |    | 1  | 4  |    | 3  | 2  | 1  |    |    |    |    |    |    | 82    | 18 | 38 | 1974  |    |   | 2891   |
| 19. | Ucrania              | 3  | 2  | 1  | 1  |    | 1  | 1  |    |    | 1  |    | 1  |    | 1  | 1  |    | 1  |    | 1  |    |    |    |    | 1  |    |    |    | 69    | 9  | 15 | 2004  |    |   | 2385   |
| 20. | Turquía              | 1  | 1  | 1  | 3  |    |    | 2  |    | 1  | 1  | 2  | 3  | 1  | 2  | 3  | 3  | 1  | 2  | 3  |    | 2  | 1  |    |    |    |    |    | 62    | 10 | 33 | 1975  | 3  | 2 | 1996   |
| 21. | Malta                |    | 2  | 2  |    | 1  | 1  |    | 3  | 2  | 2  |    | 2  |    | 1  | 1  |    |    | 2  |    |    | 1  | 1  | 1  | 1  | 1  |    |    | 62    | 13 | 25 | 1971  | 3  |   | 1950   |
| 22. | Estonia              | 1  |    | 1  | 1  | 1  | 3  | 1  | 2  |    |    |    | 1  |    |    |    |    |    |    |    | 2  | 1  |    |    | 2  |    |    |    | 58    | 10 | 16 | 1994  |    |   | 1464   |
| 23. | Yugoslavia           | 1  |    |    | 3  |    | 1  | 3  | 2  | 1  |    | 3  | 2  | 4  | 2  | 2  |    | 1  | 1  |    |    | 1  |    |    |    |    |    |    | 58    | 11 | 27 | 1961  | 1  | 1 | 1013   |
| 24. | Chipre               |    | 1  |    |    | 3  | 2  | 1  |    | 3  |    | 4  |    | 1  | 1  | 1  | 3  |    | 1  | 1  | 2  | 4  | 2  |    |    |    |    |    | 48    | 10 | 30 | 1981  | 1  |   | 2006   |
| 25. | Azerbaiyán           | 1  | 1  | 1  | 1  | 1  |    |    | 2  |    |    |    | 1  |    | 1  |    |    | 1  |    |    |    |    | 1  |    |    |    |    |    | 49    | 7  | 11 | 2008  |    |   | 1710   |
| 26. | Finlandia            | 1  |    |    |    |    | 1  | 4  | 1  | 2  | 3  | 3  | 3  | 2  | 1  | 4  | 2  | 2  | 3  | 1  | 3  | 2  | 2  | 2  | 1  | 2  |    |    | 43    | 12 | 45 | 1961  | 9  | 3 | 1527   |
| 27. | Portugal             | 1  |    |    |    |    | 1  | 2  | 2  | 2  | 2  | 2  | 3  | 6  | 3  | 2  | 2  | 3  | 5  |    | 1  | 2  | 1  |    | 1  |    | 1  |    | 37    | 10 | 42 | 1964  | 4  | 2 | 2054   |
| 28. | Islandia             |    | 2  |    | 1  |    |    | 1  | 1  |    | 1  |    | 2  | 2  | 1  | 3  | 3  | 1  |    | 2  | 3  |    | 2  |    |    |    |    |    | 35    | 6  | 25 | 1986  | 2  | 1 | 1546   |
| 29. | Letonia              | 1  |    | 1  |    | 1  | 1  |    |    |    |    | 1  |    |    |    | 1  | 2  |    | 1  |    |    |    |    |    | 1  |    |    |    | 31    | 4  | 10 | 2000  |    |   | 971    |
| 30. | Rumania              |    |    | 2  | 1  |    |    | 1  |    | 1  | 1  |    | 2  | 2  |    | 1  |    | 2  | 1  | 1  | 1  | 1  | 1  |    |    |    |    |    | 30    | 6  | 18 | 1994  |    |   | 1470   |
| 31. | Armenia              |    |    |    | 2  |    |    | 2  | 2  |    | 1  |    |    |    |    |    | 1  |    | 2  |    |    |    |    |    |    |    |    |    | 29    | 7  | 9  | 2006  |    |   | 1276   |
| 32. | Croacia              |    |    |    | 2  | 1  | 1  |    |    | 1  | 1  | 2  | 2  | 1  |    | 2  | 1  | 1  | 1  |    |    | 1  |    | 1  |    |    |    |    | 28    | 6  | 18 | 1993  |    |   | 1216   |
| 33. | Serbia               | 1  |    | 1  |    |    | 1  |    |    |    | 1  |    |    | 1  | 1  |    |    |    | 2  | 1  |    |    |    |    |    |    |    |    | 26    | 4  | 9  | 2007  |    |   | 1169   |
| 34. | Bulgaria             |    | 1  |    | 1  | 1  |    |    |    |    |    |    |    |    | 1  |    |    |    |    |    |    |    |    |    |    |    |    |    | 23    | 3  | 4  | 2007  |    |   | 1245   |
| 35. | Bosnia y Herzegovina |    |    | 1  |    |    | 1  | 1  |    | 2  | 1  | 1  |    | 1  | 2  | 1  | 2  | 1  | 2  | 1  |    |    | 1  |    |    |    |    |    | 22    | 6  | 17 | 1993  |    |   | 1258   |
| 36. | Hungría              |    |    |    | 1  | 1  |    |    | 1  | 1  | 1  |    | 2  |    |    |    |    |    |    | 1  | 1  | 1  | 2  | 1  | 1  |    |    |    | 19    | 5  | 14 | 1994  |    |   | 1113   |
| 37. | Australia            |    | 1  |    |    | 1  |    |    |    | 2  |    |    |    |    |    |    |    |    |    |    | 1  |    |    |    |    |    |    |    | 20    | 4  | 5  | 2015  |    |   | 1263   |
| 38. | Polonia              |    | 1  |    |    |    |    | 1  | 1  |    |    | 1  |    |    | 1  | 1  |    | 2  | 2  |    | 1  |    | 1  | 2  |    |    |    |    | 17    | 3  | 14 | 1994  | 1  |   | 809    |
| 39. | Moldavia             |    |    | 1  |    |    | 1  |    |    |    | 2  | 2  | 1  |    | 1  |    |    |    |    |    | 1  |    | 1  |    |    |    |    |    | 15    | 4  | 10 | 2005  |    |   | 1207   |
| 40. | Serbia y Montenegro  |    | 1  |    |    |    |    | 1  |    |    |    |    |    |    |    |    |    |    |    |    |    |    |    |    |    |    |    |    | 14    | 2  | 2  | 2004  |    |   | 400    |
| 41. | Albania              |    |    |    |    | 1  |    | 1  |    |    |    | 1  |    |    |    |    | 2  | 4  |    |    |    |    |    |    |    |    |    |    | 10    | 2  | 9  | 2004  |    |   | 738    |
| 42. | Eslovenia            |    |    |    |    |    |    | 2  |    |    | 1  | 1  |    | 2  | 1  | 2  |    |    | 1  |    |    | 1  | 2  | 1  |    | 1  |    |    | 9     | 3  | 15 | 1993  |    |   | 725    |
| 43. | Lituania             |    |    |    |    |    | 1  |    |    | 1  |    |    | 1  | 1  | 1  |    |    |    | 1  | 1  | 1  | 1  | 1  | 2  |    | 1  |    |    | 7     | 2  | 13 | 1994  | 1  | 1 | 834    |
| 44. | Bielorrusia          |    |    |    |    |    | 1  |    |    |    |    |    |    |    |    |    | 2  | 1  |    |    |    |    |    |    | 2  |    |    |    | 5     | 1  | 6  | 2007  |    |   | 361    |
| 45. | República Checa      |    |    |    |    |    | 1  |    |    |    |    | 1  |    |    |    |    |    |    |    |    |    |    |    |    |    | 1  |    |    | 5     | 1  | 3  | 2016  |    |   | 479    |
| 46. | Georgia              |    |    |    |    |    |    |    |    | 2  |    | 2  | 1  |    |    | 1  |    |    |    |    | 1  |    |    |    |    |    |    |    | 4     | 2  | 7  | 2007  |    |   | 631    |
| 47. | Macedonia del Norte  |    |    |    |    |    |    | 1  |    |    |    |    | 1  | 1  | 2  | 1  |    | 1  |    | 2  |    |    |    |    |    |    |    |    | 4     | 1  | 9  | 1998  |    |   | 674    |
| 48. | Montenegro           |    |    |    |    |    |    |    |    |    |    |    |    | 1  |    |    |    |    |    | 1  |    |    |    |    |    |    |    |    | 0     |    | 2  | 2014  |    |   | 81     |
| 49. | Eslovaquia           |    |    |    |    |    |    |    |    |    |    |    |    |    |    |    |    |    | 1  | 1  |    | 1  |    |    |    |    |    |    | 0     |    | 3  | 1994  |    |   | 42     |
| 50. | Marruecos            |    |    |    |    |    |    |    |    |    |    |    |    |    |    |    |    |    | 1  |    |    |    |    |    |    |    |    |    | 0     |    | 1  | 1980  |    |   | 7      |
| 51. | San Marino           |    |    |    |    |    |    |    |    |    |    |    |    |    |    |    |    |    |    | 1  |    |    |    |    | 1  |    |    |    | 0     |    | 2  | 2014  |    |   | 91     |
|     | País                 | 1  | 2  | 3  | 4  | 5  | 6  | 7  | 8  | 9  | 10 | 11 | 12 | 13 | 14 | 15 | 16 | 17 | 18 | 19 | 20 | 21 | 22 | 23 | 24 | 25 | 26 | 27 | Total | T  | P  | Debut | L  | 0 | Puntos |